# Ningqiang
Der Kreis Ningqiang (宁强县,  Níngqiáng Xiàn) ist ein Kreis der bezirksfreien Stadt Hanzhong in der chinesischen Provinz Shaanxi. Er hat eine Fläche von 3.235 Quadratkilometern und zählt 256.373 Einwohner (Stand: Zensus 2020). Sein Hauptort ist die Großgemeinde Hanyuan (汉源镇).
Im Kreisgebiet befindet sich die Qing- und Song-Dynastie-zeitliche Grabstätte Ningqiang Qiang (宁强羌人墓地, Níngqiáng qiāng rén mùdì), und in der Großgemeinde Qingmuchuan (青木川镇) liegen der Qing-zeitliche Gebäudekomplex von Qingmuchan (青木川老街建筑群, Qīngmùchuān lǎo jiē jiànzhúqún) und das Gutshaus Wei von Qingmuchuan (青木川魏氏庄园, Qīngmùchuān Wèi shì zhuāngyuán) aus der Zeit von 1927 bis 1934, die auf der Liste der Denkmäler der Volksrepublik China stehen.

## Administrative Gliederung
Auf Gemeindeebene setzt sich der Kreis aus 21 Großgemeinden zusammen. Diese sind: 
- Großgemeinde Hanyuan 汉源镇
- Großgemeinde Gaozhaizi 高寨子镇
- Großgemeinde Da’an 大安镇
- Großgemeinde Daijiaba 代家坝镇
- Großgemeinde Yangpingguan 阳平关镇
- Großgemeinde Yanzibian 燕子砭镇
- Großgemeinde Guangping 广坪镇
- Großgemeinde Qingmuchuan 青木川镇
- Großgemeinde Maobahe 毛坝河镇
- Großgemeinde Tiesuoguan 铁锁关镇
- Großgemeinde Hujiaba 胡家坝镇
- Großgemeinde Bashan 巴山镇
- Großgemeinde Juting 巨亭镇
- Großgemeinde Shujiaba 舒家坝镇
- Großgemeinde Miaoba 庙坝镇
- Großgemeinde Gongjiahe 巩家河镇
- Großgemeinde Taiyangling 太阳岭镇
- Großgemeinde Cangshe 苍社镇
- Großgemeinde Anlehe 安乐河镇
- Großgemeinde Erlangba 二郎坝镇
- Großgemeinde Chanjiayan 禅家岩镇